# Tweede Kamerverkiezingen 2006

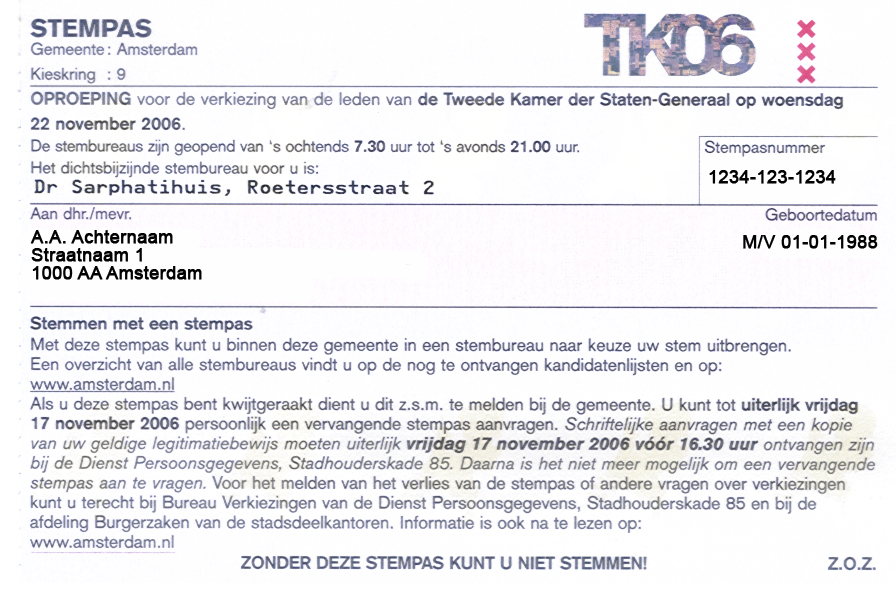
Stempas in Amsterdam

De Tweede Kamerverkiezingen 2006 waren verkiezingen in Nederland voor de Tweede Kamer der Staten-Generaal. Zij vonden plaats op 22 november 2006.
De verkiezingen werden gehouden na de ontbinding van de Tweede Kamer als gevolg van de val van het kabinet-Balkenende II.

## Aanleiding
Op 30 juni 2006 bood premier Jan Peter Balkenende het ontslag aan van zijn kabinet. Deze stap was nodig omdat D66, de kleinste coalitiepartij, een dag eerder het vertrouwen in het kabinet had opgezegd en haar drie bewindslieden had teruggetrokken. De coalitie verloor hiermee haar meerderheid.
Het conflict handelde om het functioneren van minister Rita Verdonk (VVD). Deze concludeerde op 15 mei 2006 dat haar partijgenoot Ayaan Hirsi Ali vooralsnog geacht werd het Nederlanderschap niet te hebben verkregen, omdat ze bij haar naturalisatie had gelogen over haar achternaam en geboortedatum. Op 27 juni stelde Verdonk dat Hirsi Ali Nederlander mocht blijven. In een debat hierover bleek dat Hirsi Ali een verklaring had moeten ondertekenen waarin zij stelde Verdonk op het verkeerde been te hebben gezet. D66 steunde een motie van afkeuring over het handelen van Verdonk. Dit leidde tot een breuk in de coalitie, aangezien CDA en VVD wel achter Verdonk bleven staan.
In de week na de crisis werd het kabinet-Balkenende III geformeerd, een minderheidscoalitie van VVD en CDA.

## Deelnemende partijen
| Lijst | Partij                                    | Lijsttrekker                     | Kieskringen /19 |
| ----- | ----------------------------------------- | -------------------------------- | --------------- |
| 1     | Christen Democratisch Appèl (CDA)         | Jan Peter Balkenende             | 19              |
| 2     | Partij van de Arbeid (P.v.d.A.)           | Wouter Bos                       | 19              |
| 3     | VVD                                       | Mark Rutte                       | 19              |
| 4     | SP (Socialistische Partij)                | Jan Marijnissen                  | 19              |
| 5     | Fortuyn                                   | Olaf Stuger                      | 19              |
| 6     | GROENLINKS                                | Femke Halsema                    | 19              |
| 7     | Democraten 66 (D66)                       | Alexander Pechtold               | 19              |
| 8     | ChristenUnie                              | André Rouvoet                    | 19              |
| 9     | Staatkundig Gereformeerde Partij (SGP)    | Bas van der Vlies                | 19              |
| 10    | Nederland Transparant                     | Gerrit de Wit / Alexander Brom   | 19              |
| 11    | Partij voor de Dieren                     | Marianne Thieme                  | 19              |
| 12    | EénNL                                     | Marco Pastors                    | 19              |
| 13    | Groep Wilders / Partij voor de Vrijheid   | Geert Wilders                    | 19              |
| 14    | blanco lijst (Lijst 14)                   | Huib Poortman                    | 18              |
| 15    | PVN - Partij voor Nederland               | Hilbrand Nawijn                  | 18              |
| 16    | Continue Directe Democratie Partij (CDDP) | Rob Verboom                      | 13              |
| 17    | Liberaal Democratische Partij             | Sammy van Tuyll van Serooskerken | 16              |
| 18    | VERENIGDE SENIOREN PARTIJ                 | Herman Troost                    | 16              |
| 19    | Ad Bos Collectief                         | Ad Bos                           | 16              |
| 20    | Groen Vrij Internet Partij                | Wernard Bruining                 | 8               |
| 21    | blanco lijst (Islam Democraten)           | Arif Potmis                      | 7               |
| 22    | Tamara's Open Partij                      | Tamara Bergfeld                  | 1               |
| 23    | SMP                                       | Max Sordam                       | 2               |
| 24    | LRVP - het Zeteltje                       | Sander van der Sluis             | 1               |

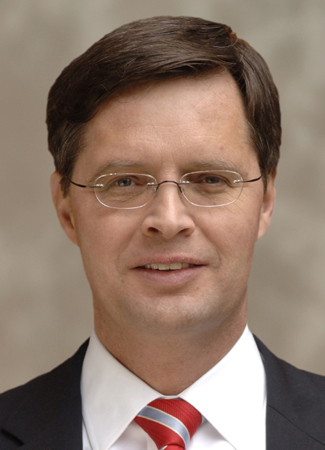
Jan Peter Balkenende (CDA)
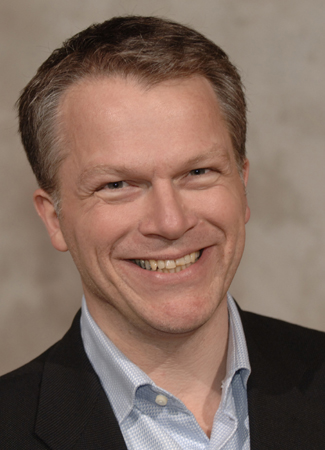
Wouter Bos (PvdA)
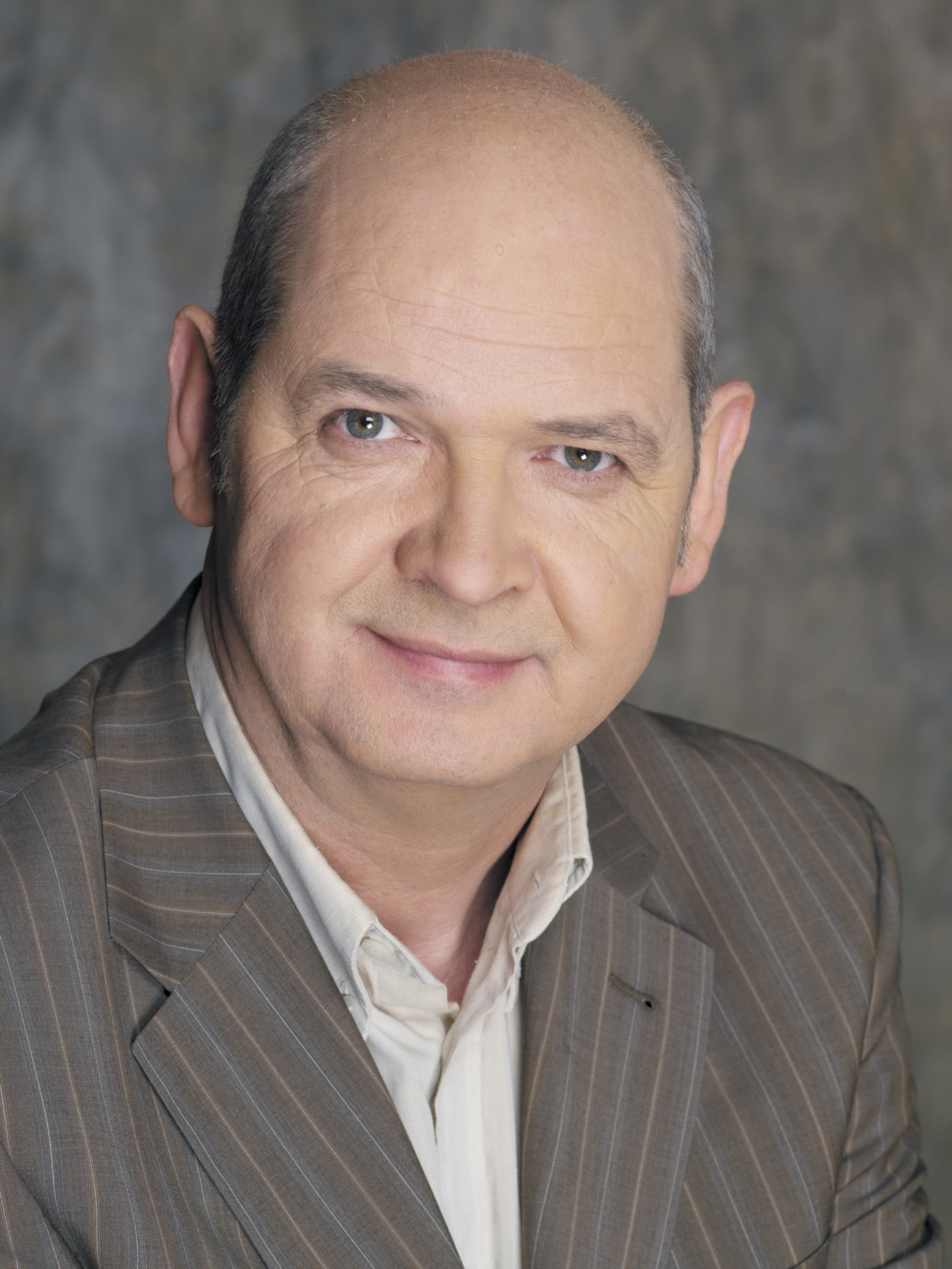
Jan Marijnissen (SP)

Op 6 september 2006 werd bekendgemaakt dat 74 partijen (een recordaantal) zich bij de Kiesraad hadden geregistreerd om deel te kunnen nemen aan de Tweede Kamerverkiezingen. Op 12 oktober bleek dat 26 partijen zich daadwerkelijk hadden ingeschreven, waarvan 12 niet in alle negentien kieskringen. Twee partijen vielen na controle van de inschrijving alsnog af omdat ze niet aan alle voorwaarden hadden voldaan. Nieuwe, nog niet in de Tweede Kamer vertegenwoordigde, partijen dienen voor deelname per kieskring dertig ondersteuningsverklaringen te overleggen en moeten een borgsom van 11.250 euro betalen. Bij de Tweede Kamerverkiezingen 2003 namen 19 partijen deel terwijl er 45 bij de Kiesraad geregistreerd stonden.

## Aanloop naar de verkiezingen

### Partijperikelen
Kort voor de val van het kabinet had de VVD in een intern referendum Mark Rutte als lijsttrekker gekozen. Hij versloeg Rita Verdonk en Jelleke Veenendaal. De vaststelling van de kandidatenlijst leidde bij een aantal zittende Kamerleden tot onvrede. Onder andere Frans Weisglas, Jozias van Aartsen, Bibi de Vries en Arno Visser lieten voor de bekendmaking al weten niet meer beschikbaar te zijn, Anton van Schijndel werd na kritiek per direct uit de fractie en van de lijst verwijderd. Nieuwkomer Arthur Docters van Leeuwen was ook niet tevreden, en trok zich terug.
Bij D66 won Alexander Pechtold een intern referendum om het lijsttrekkerschap van onder meer Kamerlid Lousewies van der Laan. Deze laatste kondigde vervolgens haar vertrek aan uit de politiek, net als eerder Boris Dittrich.
De LPF zag in de maanden voor de verkiezingen de Kamerleden Margot Kraneveldt en Gerard van As uit onvrede opstappen. De partij heeft met het oog op de verkiezingen haar naam gewijzigd in Fortuyn, en heeft een nieuwe lijsttrekker.

### Nieuwe partijen
Vooral op de rechterflank ontstonden in de aanloop naar de verkiezingen nieuwe partijen, die volgens verschillende politieke peilingen mochten rekenen op een entree in de Tweede Kamer. Het van de VVD afgesplitste Kamerlid Geert Wilders richtte de Partij voor de Vrijheid op, de Rotterdamse ex-wethouder Marco Pastors en het LPF-Kamerlid Joost Eerdmans stonden aan de basis van EénNL en onafhankelijk Kamerlid en ex-minister Hilbrand Nawijn kwam met Partij voor Nederland. Een andere partij die volgens sommige peilingen kans maakte op minimaal een zetel was de Partij voor de Dieren.
In de media trok vooral de Partij voor Naastenliefde, Vrijheid en Diversiteit de aandacht. Deze partij, ook wel de pedopartij genoemd, werd vooral bekend door een pleidooi seks tussen volwassenen en kinderen vanaf 12 jaar te legaliseren. Ook stond ze legalisatie van naaktloperij voor. Een kort geding om de partij te verbieden vond plaats op 17 juli 2006. De rechter wees het verbod echter af. Uiteindelijk lukte het de partij niet voldoende ondersteuningsverklaringen te verkrijgen en daarop maakte een woordvoerder bekend dat men noodgedwongen afzag van deelname aan de verkiezingen.

### Kwestie rond Armeense Genocide
De weigering van drie kandidaten (Ayhan Tonca en Osman Elmacı van het CDA en Erdinç Saçan van de PvdA) om de Armeense Genocide volmondig te erkennen leidde in september 2006 tot ophef in de media. De drie maakten deel uit van een netwerk van Nederlandse politici van Turkse afkomst dat eerder gelobbyd had tegen de erkenning. Nadat ze zich aanvankelijk achter een door de Kamer aangenomen motie, waarin de genocide erkend werd, stelden, namen ze in een interview in een Turkse krant afstand van deze verklaring. Zij werden daarop eind september van de kandidatenlijsten afgevoerd. Naar aanleiding van deze stap dreigt een deel van de Turkse gemeenschap in Nederland "de verkiezingen te boycotten".
Ter vervanging van de twee van de CDA-lijst verwijderde Turkse Nederlanders, besloot het CDA-partijcongres om Nihat Eski op plaats 55 van de CDA-lijst te plaatsen. Deze verklaarde 30 september 2006 tegenover Radio 1 achter het partijstandpunt te staan, maar verklaarde desgevraagd niet dat een genocide had plaatsgevonden. De PvdA in de Tweede Kamer stelde dat er geen formeel bewijs is voor de juridische term genocide en kwam daarmee terug op het standpunt uit 2004 toen de Armeense Genocide nog erkend werd. In de campagne van de Tweede Kamerverkiezingen kreeg vooral Kamerlid Nebahat Albayrak het verwijt dat zij zich als Turkse niet krachtig genoeg uitsprak over de Armeense Genocide. Zij ontkende niet dat tussen 1915 en 1917 honderdduizenden Armeense slachtoffers zijn gevallen en stelde dat het terecht is als gesproken wordt over genocide, maar of het aan de volkenrechtelijke definitie voldoet, wilde zij overlaten aan juristen en historici. Om het als genocide aan te merken, moet bewezen worden dat een volkerenmoord doelbewust is opgezet en uitgevoerd om een bevolkingsgroep uit te moorden. "Dat bewijs is formeel nooit geleverd in de Armeense kwestie", meent Albayrak. Zij vindt dat het moeilijk te bewijzen is omdat "alle bronnen bevuild zijn". De PvdA-fractie sloot zich aan bij dat standpunt. In dagblad Trouw werd het PvdA-standpunt door Nebahat Albayrak en Frans Timmermans in een opiniestuk uitgelegd. Premier Balkenende reageerde op de kwestie door te stellen dat op een eerlijke manier naar de kwestie moet worden gekeken en dat de verschillende opvattingen van mensen hierover tot hun recht moeten kunnen komen.
Andere Turkse kandidaat-Kamerleden hebben zich niet uitgelaten over de kwestie. D66-Tweede Kamerlid Fatma Koşer Kaya stelde zich op het principiële standpunt dat zij zich als Nederlands kandidaat-Kamerlid niet hoeft uit te spreken over deze kwestie. Zij is wel van mening dat er, ook in Turkije, een volwassen en wetenschappelijk debat op gang komt over wat er precies gebeurd is tijdens de val van het Ottomaanse Rijk, wie daarvoor verantwoordelijkheid heeft te dragen, en hoe die gebeurtenissen moeten worden gekwalificeerd. D66-lijsttrekker Alexander Pechtold steunde haar in dit standpunt en gaf daarbij de context dat er niet krampachtig gedaan moest worden in Nederland, hierbij ook verwijzend naar de parallel die te trekken was met de Nederlandse politionele acties tijdens de onafhankelijkheidsoorlog in het toenmalig Nederlands-Indië. Koşer Kaya, zesde op de kandidatenlijst, werd uiteindelijk met voorkeurstemmen verkozen in de Tweede Kamer ten koste van de op drie staande Bert Bakker. Binnen een week duikt er een e-mailbericht op dat zou zijn verstuurd door een medewerker van het Turkse ministerie van geloofszaken Diyanet İşleri Başkanlığı aan vele Turkse stemgerechtigden in Nederland, inhoudende een oproep om op Koşer Kaya te stemmen. Een onderzoek naar deze mails die bestempeld worden als een "inmenging in binnenlandse aangelegenheden" wordt gestart. Uit een brief van minister Bot van Buitenlandse Zaken aan de Tweede Kamer blijkt dat de e-mail uit Utrecht kwam en niet van de Turkse regering.

### Stemcomputers
De omzetting van stemmen met rood potlood op stembiljetten naar stemcomputers, die de decennia daarvoor plaatsvond, is aanvankelijk bij deze verkiezingen bijna voltooid. Oorspronkelijk zou er in nog slechts elf gemeenten, waarvan de grootste de gemeente Ooststellingwerf, met het potlood worden gestemd. In de overige 447 gemeenten zou de stemcomputer gebruikt worden. De actiegroep "Wij vertrouwen stemcomputers niet" was het niet eens met deze ontwikkeling en vond dat de geheimhouding en fraudebestendigheid niet gewaarborgd is bij het gebruik van stemcomputers. De groep deed zelf onderzoek en liet onderzoek doen en berichtte over hun bevindingen via de media. Ook dreigde de groep met een kort geding om het gebruik van de computers te voorkomen. De verantwoordelijk minister, Atzo Nicolaï (Bestuurlijke vernieuwing en Koninkrijksrelaties), liet de AIVD onderzoek doen en besloot vervolgens dat stemcomputers van de Sdu niet gebruikt mogen worden. De radiosignalen die deze computers uitzenden en waaruit iemands stem valt af te leiden, zijn namelijk tot op 40 meter af te luisteren en vormen dus een gevaar voor het stemgeheim. De computers van concurrent Nedap zijn wel veilig volgens Nicolaï. De Sdu-computers worden in 35 gemeenten, waaronder Amsterdam, gebruikt en die gemeenten moeten dus van een alternatief gebruikmaken – ofwel terug naar het rode potlood, ofwel andere computers gebruiken.

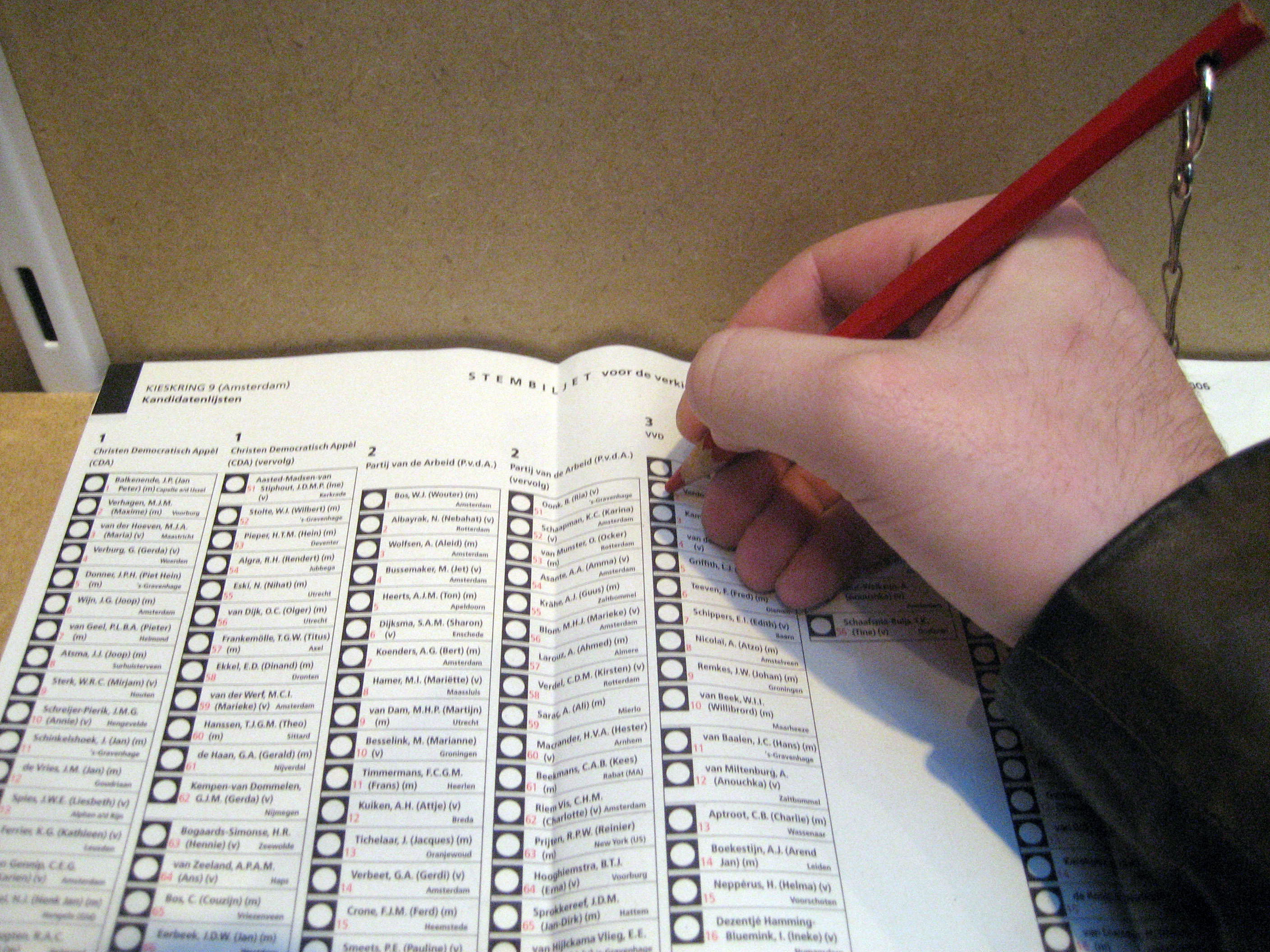
Stemmen met rood potlood op stembiljet

Uiteindelijk wordt in 24 van die 35 gemeenten overgestapt op het rode potlood, waaronder in Amsterdam. In de overige 11 gemeenten worden andere computers gebruikt. Inclusief de gemeenten die dat oorspronkelijk al van plan waren, wordt er dus in 35 gemeenten van het potlood gebruikgemaakt. Al kort na het sluiten van de stembussen ontstond in de media voor deze gemeenten de term "potloodgemeente". De laatste 15 gemeenten waarvan de uitslag bekend werd, waren allen zogenaamde potloodgemeentes. Van deze gemeenten kwam de uitslag pas na half één 's nachts binnen.
"Wij vertrouwen stemcomputers niet" vond dat ook de andere stemcomputers niet mogen worden gebruikt, en was van plan hierover een kort geding aan te spannen. Om de verkiezingen niet te verstoren is echter besloten het kort geding af te blazen en de aangekondigde maatregelen (na de verkiezingen) af te wachten.

### Nationale televisie- en radiodebatten
Er zijn meerdere grote televisie- en radiodebatten gehouden.
- 28 oktober (Radio 1): debat tussen Jan Peter Balkenende (CDA), Wouter Bos (PvdA), Mark Rutte (VVD), Jan Marijnissen (SP), Femke Halsema (GroenLinks), Alexander Pechtold (D66) en Geert Wilders (PVV).
- 3 november (RTL 4): debat tussen premier Jan Peter Balkenende (CDA) en oppositieleider Wouter Bos (PvdA).
- 11 november (Jeugdjournaal): debat tussen Jan Peter Balkenende (CDA), Wouter Bos (PvdA), Mark Rutte (VVD) en Jan Marijnissen (SP).
- 15 november (EénVandaag): debat tussen Jan Peter Balkenende (CDA), Wouter Bos (PvdA), Mark Rutte (VVD), Jan Marijnissen (SP), André Rouvoet (CU) en Femke Halsema (GL).
- 21 november (NOS): debat tussen Jan Peter Balkenende (CDA), Wouter Bos (PvdA), Mark Rutte (VVD), Jan Marijnissen (SP), André Rouvoet (CU) en Femke Halsema (GL). Voorafgaand aan dit debat vond een debat plaats tussen de lijsttrekkers van zes 'kleine' partijen; Alexander Pechtold (D66), Bas van der Vlies (SGP), Olaf Stuger (Fortuyn), Marco Pastors (EénNL), Marianne Thieme (Partij voor de Dieren) en Geert Wilders (PVV).

### Peilingen
Onderzoeksbureau Interview-NSS, inmiddels overgenomen door onderzoeksbureau Synovate, organiseerde wekelijks de Politieke Barometer, een opiniepeiling waarin de politieke voorkeur van de respondenten werd onderzocht. Deze peiling wordt wekelijks op vrijdagavond in het televisieprogramma NOVA gepresenteerd. Hieronder is het verloop van de peilingen te zien voor de vier grootste partijen vanaf acht maanden voor de verkiezingen. De laatste peiling (week 47) werd niet op vrijdagavond gepresenteerd maar op de avond voor de verkiezingsdag.
Bron: © Interview-NSS Amsterdam 

#### Slotpeilingen
In de dagen voor de verkiezingen presenteerden de drie grote opiniebureaus van Nederland hun laatste peiling. De peiling van TNS NIPO werd gehouden tussen 16 en 19 november en gepresenteerd op 20 november. Interview-NSS en Peil.nl hielden en presenteerden hun peiling op 21 november.
| Partij  | Verkiez. 2003 | Verkiez. 2003 | TNS NIPO 20/11 | TNS NIPO 20/11 | Interview-NSS 21/11 | Interview-NSS 21/11 | Peil.nl 21/11 | Peil.nl 21/11 | Verkiez. 2006 | Verkiez. 2006 |
| Partij  | %             | zetels        | %              | zetels         | %                   | zetels              | %             | zetels        | %             | zetels        |
| ------- | ------------- | ------------- | -------------- | -------------- | ------------------- | ------------------- | ------------- | ------------- | ------------- | ------------- |
| CDA     | 28,6          | 44            | --             | 41             | 26,5                | 41                  | 26,8          | 42            | 26,5          | 41            |
| PvdA    | 27,2          | 42            | --             | 31             | 24,1                | 37                  | 24,2          | 38            | 21,2          | 33            |
| VVD     | 17,9          | 28(26)        | --             | 21             | 14,8                | 23                  | 14,0          | 22            | 14,7          | 22            |
| SP      | 6,3           | 9 (8)         | --             | 32             | 15,0                | 23                  | 15,0          | 23            | 16,6          | 25            |
| Fortuyn | 5,6           | 8 (5)         | --             | 0              | 1,2                 | 1                   | 0,5           | 0             | 0,2           | 0             |
| GL      | 5,1           | 8             | --             | 5              | 4,4                 | 7                   | 5,3           | 8             | 4,6           | 7             |
| D66     | 4,0           | 6             | --             | 1              | 2,2                 | 3                   | 1,9           | 2             | 2,0           | 3             |
| CU      | 2,1           | 3             | --             | 8              | 4,0                 | 6                   | 4,3           | 6             | 4,0           | 6             |
| SGP     | 1,5           | 2             | --             | 3              | 1,7                 | 2                   | 1,5           | 2             | 1,6           | 2             |
| PvdD    | 0,4           | 0             | --             | 2              | 1,6                 | 2                   | 1,1           | 1             | 1,8           | 2             |
| PVV     | /             | / (1)         | --             | 6              | 3,1                 | 4                   | 3,3           | 5             | 5,9           | 9             |
| PVN     | /             | / (1)         | --             | 0              | --                  | 0                   | --            | 0             | 0,1           | 0             |
| EénNL   | /             | / (2)         | --             | 0              | 0,8                 | 1                   | 1,2           | 1             | 0,6           | 0             |
| Overige | 0,8           | 0 (2)         | --             | 0              | 0,6                 | 0                   | 0,9           | 0             | 0,2           | 0             |
| Totaal  | 100           | 150           | 100            | 150            | 100                 | 150                 | 100           | 150           | 100           | 150           |

## Uitslag

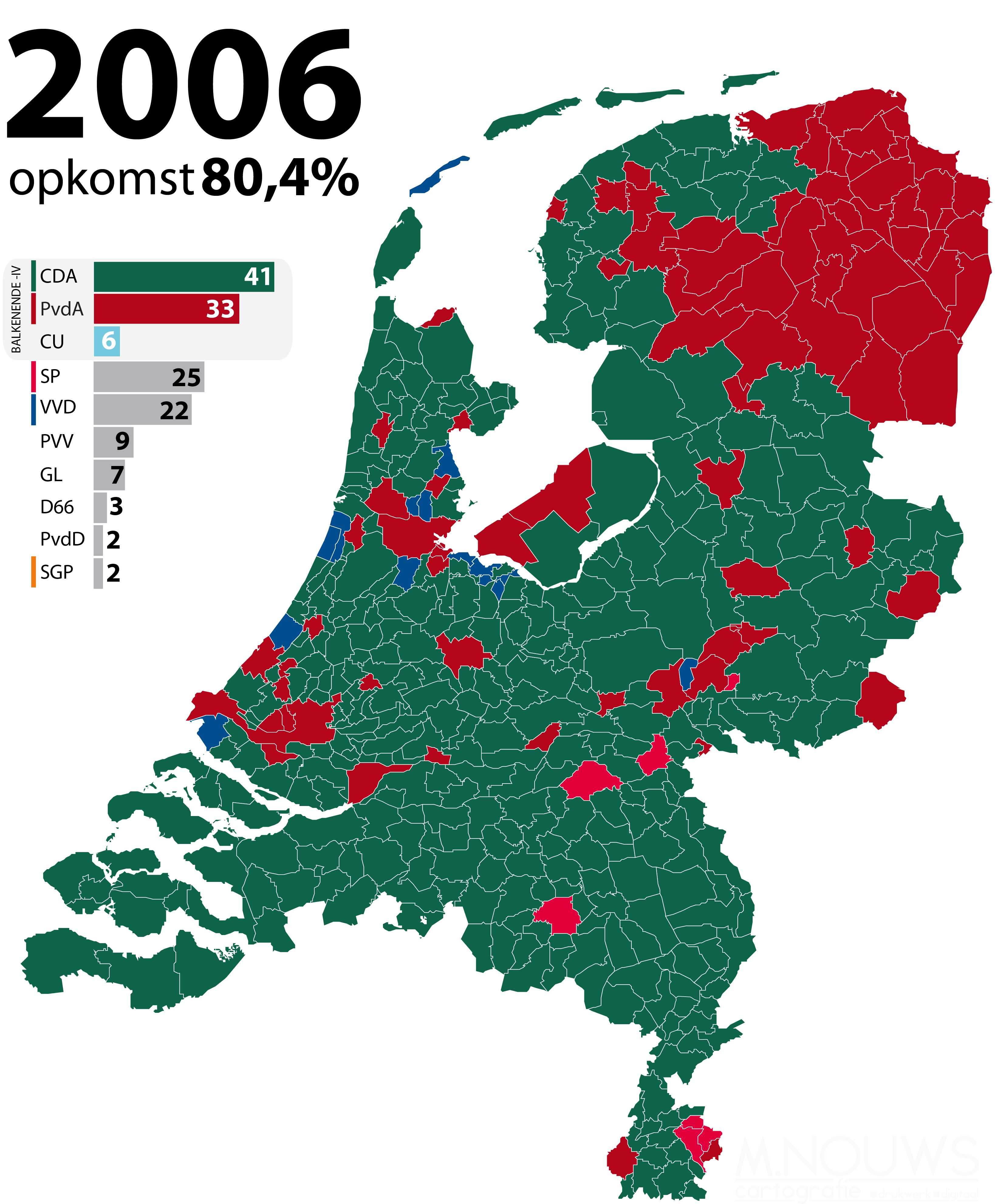
Grootste partij per gemeente

### Opkomst en kiesdeler
|                          | 2003       | 2003      | 2006       | 2006  |
| # stemmen                | %          | # stemmen | %          |       |
| ------------------------ | ---------- | --------- | ---------- | ----- |
| Kiesgerechtigden         | 12.076.711 |           | 12.264.503 |       |
| Niet opgekomen           | 2.410.109  | 19,96     | 2.409.505  | 19,65 |
| Opkomst                  | 9.666.602  | 80,04     | 9.854.998  | 80,35 |
| Blanco/ongeldige stemmen | 12.127     | 0,13      | 16.315     | 0,17  |
| Geldige stemmen          | 9.654.475  | 99,87     | 9.838.683  | 99,83 |
| Kiesdeler                | 64.364     | 0,67      | 65.592     | 0,67  |

### Verkiezingsuitslag naar partij
De officiële uitslag werd op 27 november 2006 door de Kiesraad op een openbare zitting bekendgemaakt.
| Partij                | Partij                                    | 2003      | 2003  | 2003   | 2006      | 2006  | 2006   | verschil | verschil |
| Partij                | Partij                                    | # stemmen | %     | zetels | # stemmen | %     | zetels | %-punt   | zetels   |
| --------------------- | ----------------------------------------- | --------- | ----- | ------ | --------- | ----- | ------ | -------- | -------- |
|                       | Christen Democratisch Appèl (CDA)         | 2.763.480 | 28,62 | 44     | 2.608.573 | 26,51 | 41     | -2,11    | -3       |
|                       | Partij van de Arbeid (P.v.d.A.)           | 2.631.363 | 27,26 | 42     | 2.085.077 | 21,19 | 33     | -6,06    | -9       |
|                       | SP (Socialistische Partij)                | 609.723   | 6,32  | 9      | 1.630.803 | 16,58 | 25     | +10,26   | +16      |
|                       | VVD                                       | 1.728.707 | 17,91 | 28     | 1.443.312 | 14,67 | 22     | -3,24    | -6       |
|                       | Groep Wilders / Partij voor de Vrijheid   | -         | -     | -      | 579.490   | 5,89  | 9      | +5,89    | +9       |
|                       | GROENLINKS                                | 495.802   | 5,14  | 8      | 453.054   | 4,60  | 7      | -0,53    | -1       |
|                       | ChristenUnie                              | 204.694   | 2,12  | 3      | 390.969   | 3,97  | 6      | +1,85    | +3       |
|                       | Democraten 66 (D66)                       | 393.333   | 4,07  | 6      | 193.232   | 1,96  | 3      | -2,11    | -3       |
|                       | Partij voor de Dieren                     | 47.754    | 0,49  | 0      | 179.988   | 1,83  | 2      | +1,33    | +2       |
|                       | Staatkundig Gereformeerde Partij (SGP)    | 150.305   | 1,56  | 2      | 153.266   | 1,56  | 2      | +0,00    | 0        |
|                       | EénNL                                     | -         | -     | -      | 62.829    | 0,64  | 0      | +0,64    | 0        |
|                       | Fortuyn                                   | 549.975   | 5,70  | 8      | 20.956    | 0,21  | 0      | -5,48    | -8       |
|                       | VERENIGDE SENIOREN PARTIJ                 | -         | -     | -      | 12.522    | 0,13  | 0      | +0,13    | 0        |
|                       | Ad Bos Collectief                         | -         | -     | -      | 5.149     | 0,05  | 0      | +0,05    | 0        |
|                       | PVN - Partij voor Nederland               | -         | -     | -      | 5.010     | 0,05  | 0      | +0,05    | 0        |
|                       | blanco lijst (Islam Democraten)           | -         | -     | -      | 4.339     | 0,04  | 0      | +0,04    | 0        |
|                       | Nederland Transparant                     | -         | -     | -      | 2.318     | 0,02  | 0      | +0,02    | 0        |
|                       | Groen Vrij Internet Partij                | -         | -     | -      | 2.297     | 0,02  | 0      | +0,02    | 0        |
|                       | Liberaal Democratische Partij             | -         | -     | -      | 2.276     | 0,02  | 0      | +0,02    | 0        |
|                       | blanco lijst (Lijst 14)                   | -         | -     | -      | 2.181     | 0,02  | 0      | +0,02    | 0        |
|                       | Continue Directe Democratie Partij (CDDP) | -         | -     | -      | 559       | 0,01  | 0      | +0,01    | 0        |
|                       | LRVP - het Zeteltje                       | -         | -     | -      | 185       | 0,00  | 0      | +0,00    | 0        |
|                       | SMP                                       | -         | -     | -      | 184       | 0,0   | 0      | +0,00    | 0        |
|                       | Tamara's Open Partij                      | -         | -     | -      | 114       | 0,0   | 0      | +0,00    | 0        |
| overige partijen 2003 | overige partijen 2003                     | 79.339    | 0,82  | 0      | -         | -     | -      | -0,82    | 0        |
| Totaal                | Totaal                                    | 9.654.475 | 100   | 150    | 9.838.683 | 100   | 150    | 0        | 0        |

### Voorkeurstemmen
Om met voorkeurstemmen verkozen te worden, moet een kandidaat 25% van de kiesdeler halen. Bij deze verkiezing was de kiesdeler 65.591 stemmen en bedroeg de voorkeursdrempel 16.397 stemmen. In totaal behaalden 27 kandidaten de voorkeursdrempel.
De volgende kandidaat zou op basis van haar plaats op de lijst niet verkozen zijn, maar kwam op basis van voorkeurstemmen in de Tweede Kamer:
- Fatma Koşer Kaya (lijst D66, plaats 6, 34.564 stemmen) ten koste van Bert Bakker.

## Kabinetsformatie
De kabinetsformatie van 2006 duurde 92 dagen en leidde tot de vorming van het kabinet Balkenende IV, een coalitie van CDA, PvdA en ChristenUnie. Dit kabinet, onder leiding van premier Jan Peter Balkenende, was een breed samengestelde samenwerking van christendemocraten, sociaaldemocraten en christelijke socialen. Het kabinet kwam na ruim drie jaar ten val in 2010 door een conflict over de verlenging van de Nederlandse militaire missie in Uruzgan.
| \| 5 \| 25 \| 7 \| 33 \| 6 \| 41 \| 22 \| 9 \| 2 \| \| \| SP \| GL \| 77 \\| Kabinet-Balkenende IV \\| PvdA + CU + CDA \\| 92/1330 d \| 77 \\| Kabinet-Balkenende IV \\| PvdA + CU + CDA \\| 92/1330 d \| 77 \\| Kabinet-Balkenende IV \\| PvdA + CU + CDA \\| 92/1330 d \| VVD \| PVV \| \| |    |    |                                                             |                                                             |                                                             |     |     |   |
| 5 | 25 | 7  | 33                                                          | 6                                                           | 41                                                          | 22  | 9   | 2 |
| | SP | GL | 77 \| Kabinet-Balkenende IV \| PvdA + CU + CDA \| 92/1330 d | 77 \| Kabinet-Balkenende IV \| PvdA + CU + CDA \| 92/1330 d | 77 \| Kabinet-Balkenende IV \| PvdA + CU + CDA \| 92/1330 d | VVD | PVV |   |

## Trivia
- Alexander Brom (30) van Nederland Transparant was de jongste lijsttrekker, Max Sordam (80) van de Solide Multiculturele Partij de oudste.
- Dit zijn de eerste Tweede Kamerverkiezingen waarbij Nederlanders in het buitenland via internet kunnen stemmen, via de website internetstembureau.nl. Voorheen kon dat enkel per brief, hetgeen ook nu nog mogelijk is.
- In eerste instantie was sprake van nog twee deelnemende partijen, de Partij Voor De Mens en alle overige aardebewoners (PVDM) en de Financieel Gedupeerden; de laatsten hadden deze naam niet geregistreerd bij de Kiesraad en zou daarom onder de aanduiding 'Lijst 26' deelnemen. Beide partijen kregen hun inschrijving echter niet rond.
- De nummer twee van de VVD, Rita Verdonk, haalde meer voorkeurstemmen dan de lijsttrekker van deze partij, Mark Rutte. Zij kregen respectievelijk 620.555 en 553.200 voorkeurstemmen. Het is hiermee voor het eerst in de Nederlandse parlementaire historie dat een lijsttrekker van een partij niet de meeste stemmen kreeg.
- Van de in de Kamer gekozen personen haalde Jan Peter Balkenende (CDA) de meeste voorkeurstemmen; 2.198.114 stuks. Teun van Dijck (PVV) werd met 114 voorkeurstemmen het Kamerlid met de minste voorkeurstemmen in deze verkiezingen.
- Het opkomstpercentage was 80,35%. Het opkomstpercentage voor de Tweede Kamerverkiezingen is sinds 1989 (80,3%) niet meer zo hoog geweest. Van de 12.264.503 stemgerechtigden brachten 9.854.998 mensen hun stem uit. Bij deze verkiezingen had Rotterdam met 70,87% het laagste opkomstpercentage en Schiermonnikoog met 94,32% het hoogste.
- Een coalitie over links met een sociaal-duurzame insteek was technisch mogelijk geweest, met partijen als de PvdA, SP, GroenLinks, ChristenUnie, D66 en de Partij voor de Dieren, die samen precies 76 zetels behaalden.
- De ontbinding van de oude Tweede Kamer geschiedde op grond van een koninklijk besluit van 4 september 2006 in combinatie met een koninklijk besluit van 15 november 2006. In dit laatste besluit werd bepaald dat de ontbinding mede zijn grondslag vindt in de aanvaarding door beide Kamers van voorstellen tot verandering van de Grondwet. Deze zogenaamde verklaringswetten werden echter pas na de kandidaatstellingsperiode voor de Tweede Kamer gepubliceerd, zodat onder sommige staatsrechtgeleerden wel wordt betoogd dat de ontbinding inconstitutioneel was. Deze menen namelijk dat de tussentijdse ontbinding van de Tweede Kamer in geval van grondwetsherziening niet alleen bedoeld is om de kiezer de gelegenheid te geven het actief kiesrecht uit te oefenen en zo invloed uit te oefenen op de herziening, maar ook om de kiezer gelegenheid te geven zijn invloed uit te oefenen door zichzelf kandidaat te stellen.[w]